# ふわり愛
『ふわり愛』（ふわりあい）は、バラエティ・旅番組である。番組を企画した山陰放送が幹事局となり、本州の日本海側に所在する民放ローカル局9局とテレビユー福島・岩手めんこいテレビ・岡山放送・三重テレビ・あいテレビ・広島ホームテレビの計15局ネットで放送されている。

## 概要
新しい時代における地方共創、旅の楽しさ、未来のローカルのありかたをテレビとデジタルを活用しながら見つけていく番組。
2022年3月までチューリップテレビで放送されていた「#きとキュン♡トラベラー with T」が前身となっており、番組フォーマットや主要キャストを引き継ぐ形でスタートした。
地域コミュニケーションサイトを通じて”トラベラー”達が様々なテーマを募集。地域の「ベタな観光スポット」から「地元のひとしか行かないB級スポット」「伝統×Z世代」「移住ビト」「SDGs取組」「最新お土産事情」などの情報を視聴者、自治体・団体、著名人から直接書き込んでもらい、地域の愛があふれるプレゼンをみたり、交流しながら実際にそのまちを訪れる。

## ネット局と放送時間
シーズンⅠは計9局ネットで放送をスタート。本州の日本海側に所在するTBS系列局を中心として放送されたが、TBS系列局が存在しない秋田県と福井県は、秋田放送（日本テレビ系列）と福井テレビ（フジテレビ系列）にて放送された。
東北地方や中国地方など地域単位でブロックネットしている番組は多数あるが、日本海側に所在する放送局をひと単位としてネットしている番組は極めて珍しいとされた。
シーズンⅠの終了を以て、石川県の北陸放送、新潟県の新潟放送、山形県のテレビユー山形は放送を終了。シーズンⅡは、山形県の山形テレビ（テレビ朝日系列）を加えた計7局ネットで放送をスタートした。その後、石川県の北陸朝日放送（テレビ朝日系列）、新潟県の新潟テレビ21（テレビ朝日系列）が2023年途中から加わり、再び計9局ネットでの放送となった。さらに2023年11月からは福島県のテレビユー福島（TBS系列）が放送を開始し、太平洋側へ放送エリアを拡大。2024年5月からは岩手県の岩手めんこいテレビ（フジテレビ系列）でも放送開始。計11局ネットでの放送となる。2025年1月にはさらに岡山県・香川県を放送エリアとする岡山放送（フジテレビ系列）、愛媛県のあいテレビ（TBS系列）、三重県の三重テレビ（独立局）で放送を開始した。2025年3月には広島ホームテレビで放送開始。これで計15局ネットでの放送となる。しかし岡山放送では2025年4月第一週をもって放送を終了し、2025年4月中旬以降は14局体制となる。
これらの局以外では、テレビ神奈川（tvk）で不定期に放送されている。

### シーズンⅠ
| 放送対象地域   | 放送局                    | 系列           | 放送日時                     | 備考              |
| -------------- | ------------------------- | -------------- | ---------------------------- | ----------------- |
| 鳥取県・島根県 | 山陰放送（BSS）           | TBS系列        | 水曜 1:28 - 1:58（火曜深夜） | 幹事局            |
| 山口県         | テレビ山口（tys）         | TBS系列        | 水曜 1:40 - 2:10（火曜深夜） | [ 注 1 ]          |
| 福井県         | 福井テレビ（FTB）         | フジテレビ系列 | 水曜 0:55 - 1:25（火曜深夜） |                   |
| 石川県         | 北陸放送（MRO）           | TBS系列        | 金曜 1:25 - 1:55（木曜深夜） | [ 注 2 ]          |
| 富山県         | チューリップテレビ（TUT） | TBS系列        | 火曜 0:55 - 1:25（月曜深夜） |                   |
| 新潟県         | 新潟放送（BSN）           | TBS系列        | 土曜 6:00 - 6:30             | [ 注 3 ] [ 注 2 ] |
| 山形県         | テレビユー山形（TUY）     | TBS系列        | 木曜 1:44 - 2:14（水曜深夜） | [ 注 4 ]          |
| 秋田県         | 秋田放送（ABS）           | 日本テレビ系列 | 木曜 1:24 - 1:54（水曜深夜） |                   |
| 青森県         | 青森テレビ（ATV）         | TBS系列        | 火曜 1:55 - 2:25（月曜深夜） |                   |

### シーズンⅡ
| 放送対象地域   | 放送局                    | 系列           | 放送日時                     | 備考     |
| -------------- | ------------------------- | -------------- | ---------------------------- | -------- |
| 鳥取県・島根県 | 山陰放送（BSS）           | TBS系列        | 水曜 1:28 - 1:58（火曜深夜） | 幹事局   |
| 山口県         | テレビ山口（tys）         | TBS系列        | 水曜 1:27 - 1:57（火曜深夜） | [ 注 1 ] |
| 福井県         | 福井テレビ（FTB）         | フジテレビ系列 | 金曜 0:55 - 1:25（木曜深夜） |          |
| 石川県         | 北陸朝日放送（HAB）       | テレビ朝日系列 | 木曜 2:00 - 2:30（水曜深夜） |          |
| 富山県         | チューリップテレビ（TUT） | TBS系列        | 火曜 1:50 - 2:20（月曜深夜） |          |
| 新潟県         | 新潟テレビ21（UX）        | テレビ朝日系列 | 火曜 1:45 - 2:15（月曜深夜） | [ 注 5 ] |
| 福島県         | テレビユー福島（TUF)      | TBS系列        | 木曜 1:58 - 2:28（水曜深夜） | [ 3 ]    |
| 山形県         | 山形テレビ（YTS）         | テレビ朝日系列 | 金曜 2:10 - 2:40（木曜深夜） |          |
| 秋田県         | 秋田放送（ABS）           | 日本テレビ系列 | 木曜 1:24 - 1:54（水曜深夜） |          |
| 岩手県         | 岩手めんこいテレビ（mit） | フジテレビ系列 | 木曜 0:45 - 1:15（水曜深夜） |          |
| 青森県         | 青森テレビ（ATV）         | TBS系列        | 金曜 1:30 - 2:00（木曜深夜） |          |
| 岡山県・香川県 | 岡山放送（OHK）           | フジテレビ系列 | 木曜 1:00 - 1:35（水曜深夜） | [ 注 6 ] |
| 三重県         | 三重テレビ（MTV）         | 独立局         | 火曜 22:10 - 22:40           |          |
| 愛媛県         | あいテレビ（itv）         | TBS系列        | 土曜 1:53 - 2:23 (金曜深夜） |          |

## 出演者
- 中井りか（2022年4月 - ）[4]

## ナレーター
- 桜木つぐみ（2022年4月 - ）

## 制作著作
- 株式会社SHARE BASE